# Zacharias Wagener

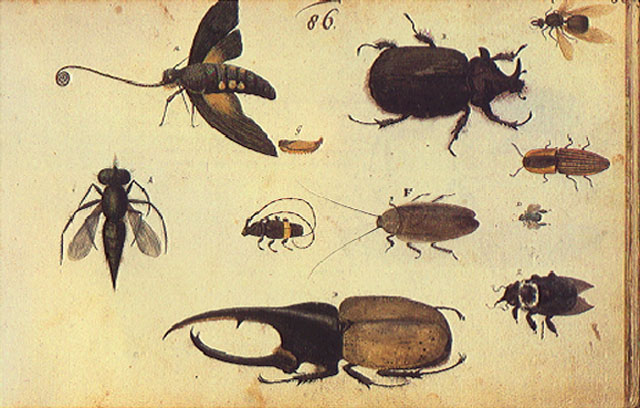
Insecten uit het Thier-Buch van Wagener, Kupferstichkabinett Dresden

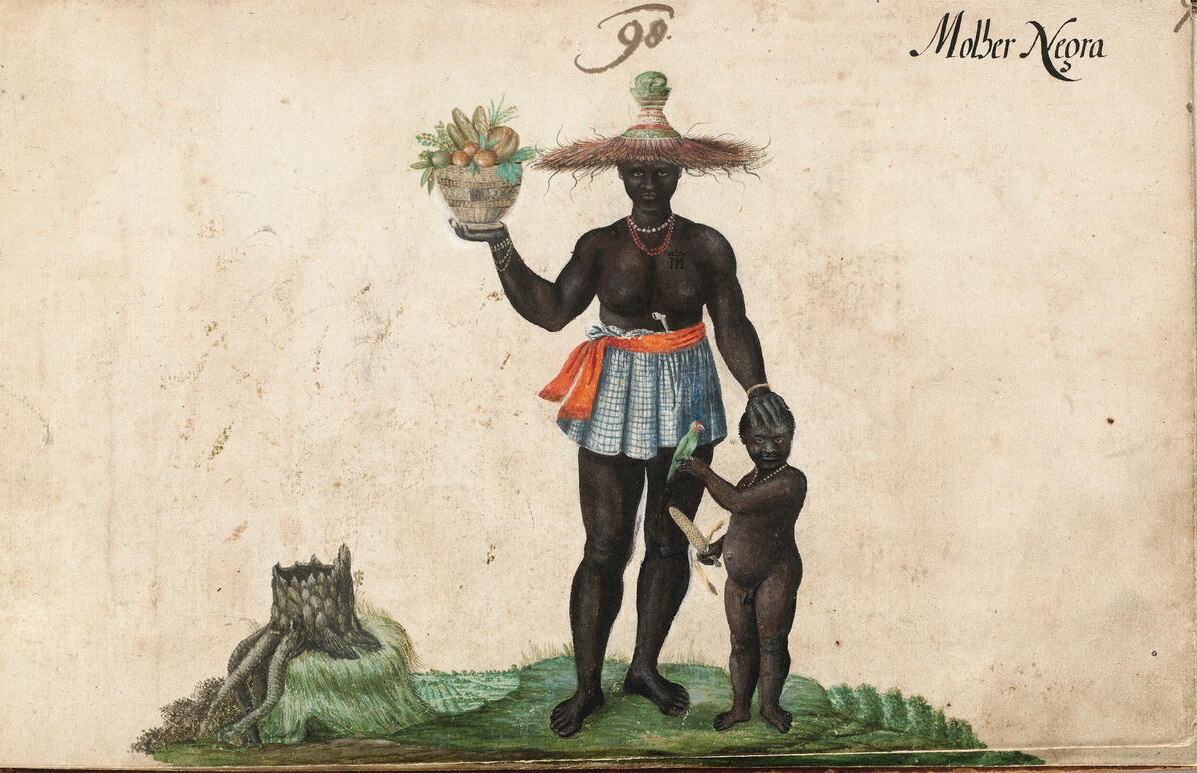
Jonge vrouw

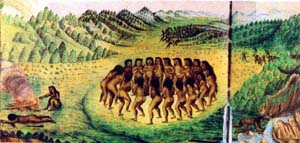
Dans van de Tarairiús, indianen uit het noordoosten van Brazilië

Zacharias Wagener (ook Wagenaer, Wagenaar en Wagner gespeld) (Dresden, 11 mei 1614 - Amsterdam, 12 oktober 1668) was een avonturier, een opperhoofd op Dejima en commandeur en gouverneur van de Kaapkolonie. Hij was ook de tekenaar en schrijver van het "Thier-Buch", met 109 tekeningen van vissen, vogels, etc. uit Brazilië. Hij bestelde als eerste voor de VOC Japans porselein naar Europees en eigen voorbeeld, maar geen Imari-porselein zoals Arnoldus Montanus en zijn navolgers suggereerden.

## Biografie
Zacharias werd geboren als zoon van een rechter. Tijdens de Dertigjarige Oorlog besloot hij zijn geluk elders te beproeven en reisde over de Elbe, via Hamburg naar Amsterdam. Hij werkte bijna een jaar bij Willem Blaeu op het Damrak. In 1634 ging hij als soldaat in dienst bij de West-Indische Compagnie en vertrok naar Brazilië.

### Zuid-Amerika
Wagener diende als schrijver en aquarellist onder Johan Maurits de Braziliaan, die ook Frans Post, Willem Piso, Georg Marcgraf en Albert Eckhout in dienst had genomen om het land te beschrijven en wetenschappelijk onderzoek te doen. Wagener beschrijft uitgebreid de behandeling en destijds gebruikelijke Europese kijk op de zwarte slaven, afkomstig uit Angola en Guinea. In april 1638 was Wagener betrokken bij de belegering van Bahia de Todos os Santos. In 1641 keerde hij terug uit Nederlands-Brazilië en bezocht Amsterdam, Harlingen, en zijn ouders in Dresden.

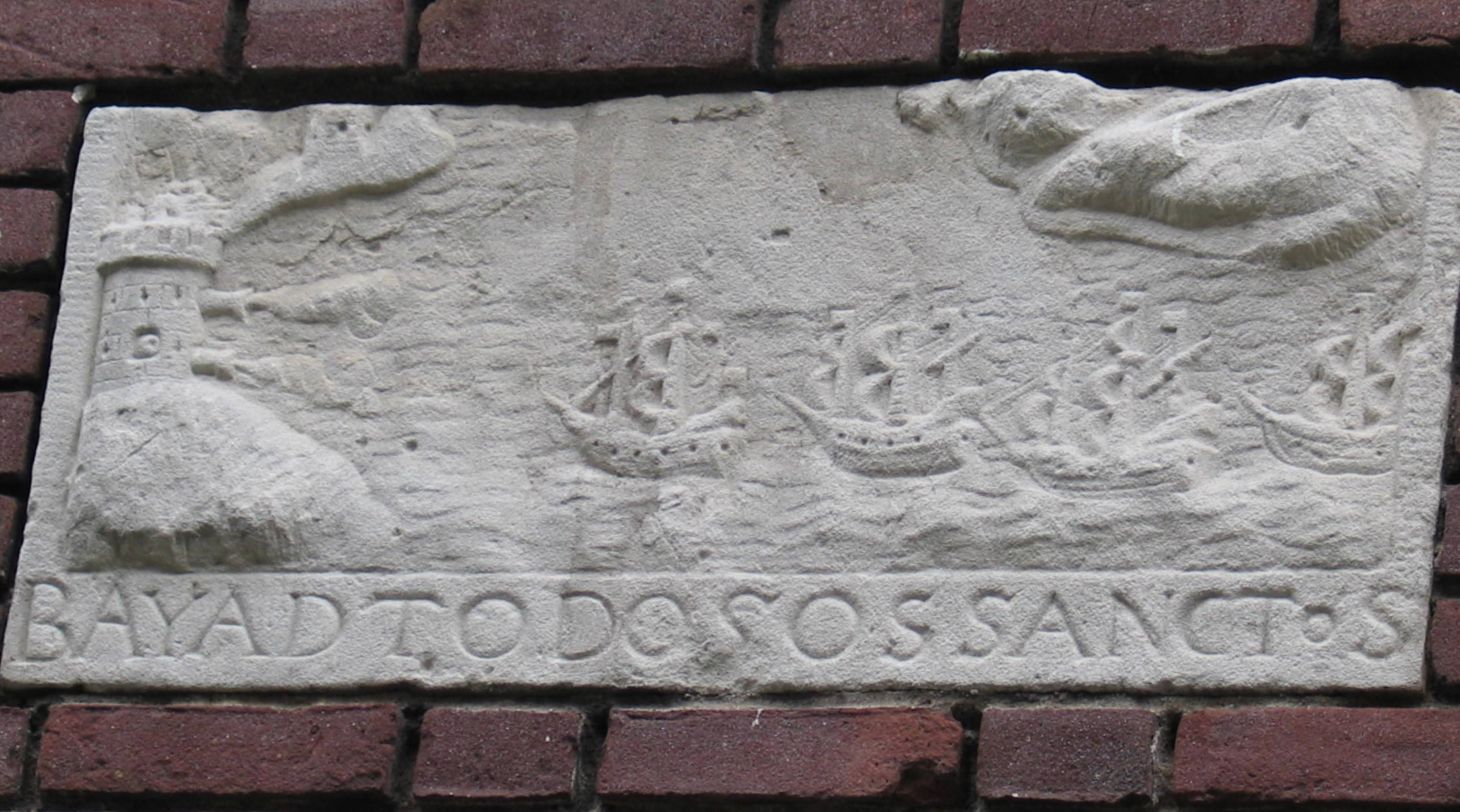
Gevelsteen in de Rozenstraat in de Jordaan

Al na vier maanden reisde hij terug via Hamburg; hij nam een schip dat over de Waddenzee naar Makkum voer. Daar werd hij tien dagen opgehouden vanwege het slechte weer. Wagener maakte een tochtje naar de Hogeschool in Franeker. Via Enkhuizen kwam hij uiteindelijk in Amsterdam terecht en tekende opnieuw; dit keer bij de Oost-Indische Compagnie. Omdat er geen vloot gereed lag moest hij wachten. Mogelijk bezorgde hij Caspar Barlaeus en Johannes de Laet materiaal voor hun boek over Brazilië. Toen François Caron met een rijke lading terugkwam uit Batavia, werd een warm welkom georganiseerd. Wagener maakte deel uit van de bemanning die hem op de Noordzee tegemoet voer. In september 1642 vertrok hij dan eindelijk als adelborst richting Batavia.

### Azië
In Batavia had hij al snel succes, want hij werd schrijver onder Antonie van Diemen en Cornelis van der Lijn. In 1648 trouwde hij met Maria aux Brebis, laatst weduwe van Jacob Sweers, een opperkoopman uit Ternate, en de broer van Salomon en Isaac Sweers. Wagener maakte kennis met Rijcklof van Goens, Maximiliaan le Maire en Willem Verstegen en werd in 1652 samen met Cornelis Speelman vaandrig in de schutterij.
Hij reisde in opdracht naar Nederlands Formosa, Canton, en Tonkin afgewisseld met benoemingen als raad van justitie. De missie naar China mislukte; de geldbeluste keizer stelde hoge eisen (en de Nederlanders weigerden zijn voeten te kussen).
In 1656 werd hij tot opperhoofd benoemd van de handelspost in de baai van Nagasaki. Bij Macau kwam het schip in een tyfoon terecht, maar hij arriveerde op 18 augustus in Dejima en maakte de verplichte hofreis naar Edo. Tijdens het bezoek aan Inoue, een hoge ambtenaar van de Tokugawa, toen Wagener en een chirurg net het gebruik van de meegebrachte medicijnen en de bijbehorende medische literatuur hadden uitgelegd, hoorden zij een raar geluid. Het bleek een grote brand; boven de stad hing zwarte wolken en het vuur kwam hun kant uit. Het paleis van de shogun werd verwoest vanwege de storm die twee dagen duurde (2 en 3 maart 1657). Wagener en zijn medewerker hielden zich schuil in een hut; pas op 9 maart verliet hij de stad en op 7 april was hij terug in Dejima. De tolken in Nagasaki begonnen te lachen toen ze hoorden dat de medische handboeken waren verbrand; volgens Wagener betekende het dat ze zich bevrijd voelden van een lastige opgave.

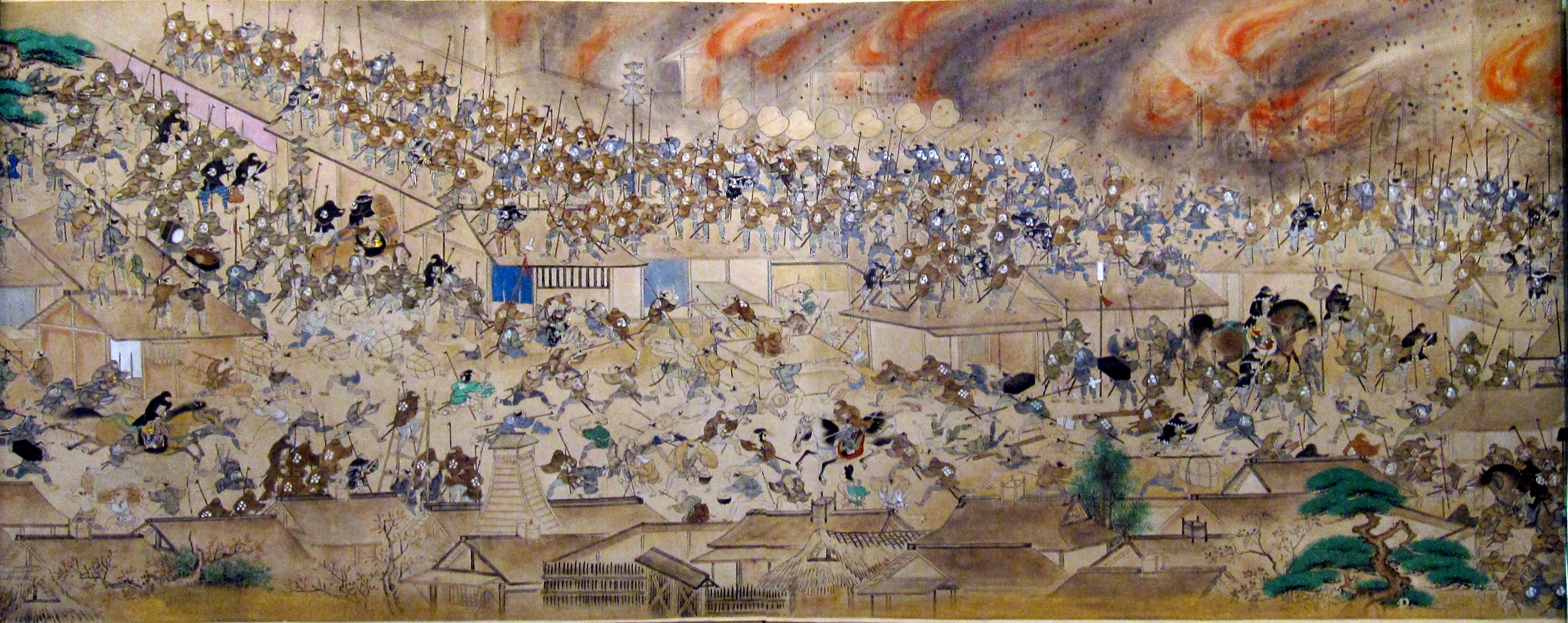
Bij de Grote brand van Meireki werd 60-70% van de stad verwoest. De brand kostte volgens Wagener aan meer dan 160.000 mensen het leven. De wederopbouwwerkzaamheden namen twee jaar in beslag. Edo-Tokyomuseum

Wagener stuurde monsters ter beoordeling van de Heren XVII op van blauw-wit porselein, dat in Hizen werd geproduceerd. Na een jaar de post bezet te hebben voer hij terug naar Formosa en maakte kennis met Frederick Coyett, die toen nog niet door Coxinga werd bedreigd. Gouverneur Joan Maetsuycker stuurde hem voor een tweede ambtsperiode naar Japan die tot november 1659 zou duren. In december 1659 werden 40 kisten met porselein naar Batavia verscheept. Wagener had steengoed uit Westerwald als voorbeeld laten gebruiken, toen de goedkeuring uit Amsterdam op zich liet wachten. Er lag nog een grote order gereed van meer dan 21.000 stuks voor Mocha. De VOC had inmiddels een echt probleem want uit China kwam ondertussen geen enkel stuk porselein, vanwege de burgeroorlog tussen de noordelijke Qing- en de zuidelijke Ming-dynastie.
Zijn opvolger Jan Boucholjon bracht een brandspuit mee.

### Afrika
In augustus 1660 werd hij betrokken bij de onderhandelingen tussen de sultan van Makassar, majoor Johan van Dam en de VOC. Wagener werd benoemd als bouwopzichter van Publieke Werken, maar vanwege het vele lopen en ernstige jicht beviel zijn benoeming niet en in 1662 werd hij overgeplaatst naar de Kaapkolonie als opvolger van Jan van Riebeeck.
Kaapstad bestuurde hij tot 1666. Wagener ging bij de Hottentotten op bezoek in verband met de aankoop van vee. Hij was vaak ziek en het bezoek aan de kraal beviel hem niet. Nederlands Mauritius werd opgegeven. Hij leverde enkele landkaarten van de omgeving en kreeg in 1664 de opdracht een Kasteel de Goede Hoop te bouwen in verband met de Tweede Engels-Nederlandse Oorlog.

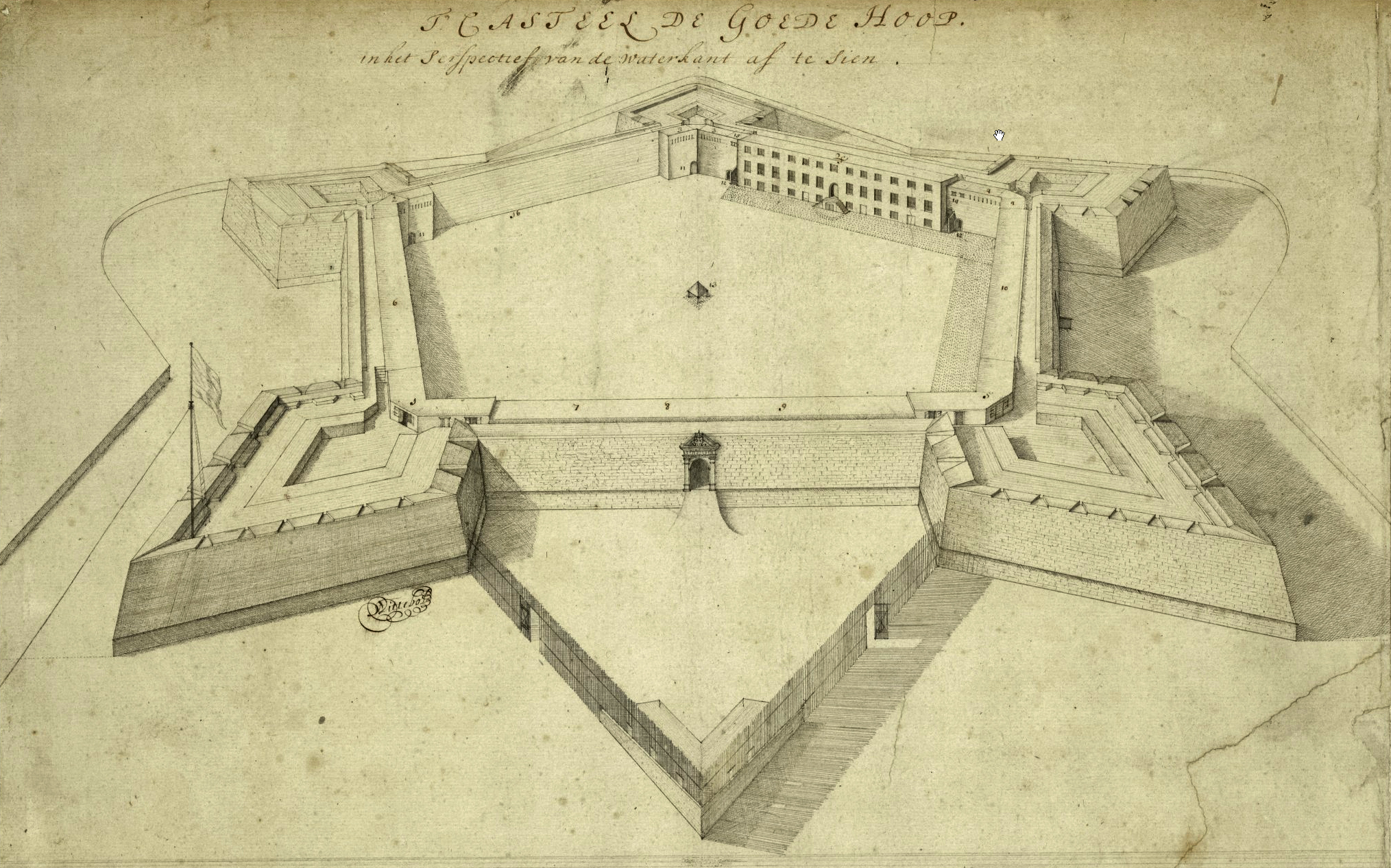
t Casteel de Goede Hoop. Door de plaatsing van een bastion op elk van de vijf hoeken van dit nieuw fort, konden belegeraars die een bres in de courtine zouden proberen te slaan, van twee kanten belaagd worden. Dit type fort werd in de zestiende eeuw in Italië ontwikkeld Anoniem. 1674. Den Haag, Algemeen Rijksarchief.

Rond Kaapstad bracht hij een watertoevoer tot stand, die diende voor de aanlevering van vers water voor de schepen op weg naar Batavia. In Saldanhabaai sliep hij vanwege een dienstreis op het strand en ontdekte de volgende ochtend tot zijn grote schrik dat er een leeuw was langs gelopen. Toen hij terugkeerde aan de Tafelbaai bleek zijn vrouw te zijn overleden; zij werd begraven naast de in aanbouw zijnde Nederduits Gereformeerde kerk. In 1667 verkocht hij zijn vijf Bengaalse slaven, vervolgens zeilde hij naar Batavia. Wagener werd verzocht te onderhandelen met de soesoehoenan van Mataram die in geen Nederlanders meer wilde toelaten in Japara. Wagener viel echter, hoewel hij twee mooie paarden en een geschenk van 24.000 gulden meebracht, niet in de smaak. De sultan wenste iemand bij zich te ontvangen die beter Maleis of Javaans sprak. In 1668 vertrok hij naar Amsterdam, na afscheid te hebben genomen van zijn stiefdochter. Hij beschrijft dat onderweg muiterij was uitgebroken aan boord van een van de schepen en een vijftal zeelieden werd in Kaapstad opgehangen. In juli nam Wagener zijn intrek in een logement in de Warmoesstraat, alwaar hij na enkele maanden overleed. Hij werd begraven in de Oude Kerk. Joan Blaeu en Salomon Sweers werden benoemd tot de uitvoerders van zijn testament. Montanus gebruikte het materiaal voor zijn Gedenkwaerdige Gesantschappen der Oost-Indische Maetschappy in't Vereenigde Nederland, aen de Kaisaren van Japan. Getrokken uit de Geschriften en Reiseaentekeninge der zelver Gesanten, Amsterdam, Jacob Meurs. Wagener zou, ook volgens de Japanners, een donderhond zijn geweest en een sarcast. In zijn testament liet hij 500 gulden na aan de armen van Kaapkolonie. Lodewijk Meyer schreef een lofdicht op Wagener.
Wagener hield een dagboek bij dat in 1704 (?) en in 1732 in het Engels is verschenen: A short account of the voyages of Mr. Zachary Wagener, performed in thirty five years, through Europe, Asia, Africa and America.

## Werk
- Thier Buch / darinnen / viel unterschiedlicher Arter der Fische vögel vierfüssigen Thiere Gewürm, Erd= und / Baumfrüchte, so hin undt wieder in Brasilischen bezirck, und gebiethe, Der Westindischen Com / pagnie zu schauwen undt anzutreffen und daher in den Teutschen landen fremde und unbekant / Alles selbst [...] bezeiget / In / Brasilien / Unter hochlöblicher Regierung des hochgebornen / Herren Johand Moritz Graffen von Nassau / Gubernator Capitain, und Admiral General / von / Zacharias Wagenern / von Dresden.  (Kupferstichkabinett, Dresden)
- Kurze Beschreibung der 35-jährigen Reisen und Verrichtungen, welche Weyland Herr Zacharias Wagener in Europa, Asia, Africa und America, meistentheils zu Dienst der Ost- und West-Indianischen Compagnie in Holland, rühmlichst gethan und abgeleget, gezogen aus des seelig gehaltenen eigenhändigen Journal.